# Florian Altermatt
Florian Altermatt (* 1978) ist ein Schweizer Biologe und Professor für Aquatische Ökologie an der Universität Zürich und der Eawag. Seine Forschung konzentriert sich auf aquatische Ökosysteme, Biodiversität und Metapopulationsdynamiken.

## Werdegang
Florian Altermatt absolvierte ein Biologiestudium an der Universität Basel, wo er 2004 sein Diplom erhielt. Anschliessend promovierte er dort von 2004 bis 2007 in Biologie. Nach seiner Promotion arbeitete er als Postdoktorand an der University of California, Davis (2009–2010), bevor er in die Schweiz zurückkehrte. Seit 2011 leitet er eine Forschungsgruppe an der Eawag in der Abteilung für Aquatische Ökologie. 2023 wurde er zum ordentlichen Professor an der Universität Zürich ernannt sowie zum Direktionsmitglied an der Eawag.

## Forschung
Altermatts Forschung umfasst die Metapopulations- und Metakommunenökologie, räumliche Dynamiken von Gemeinschaften und die Auswirkungen globaler Umweltveränderungen auf aquatische Systeme. Ein zentraler Bestandteil seiner Arbeit ist die Entwicklung und Anwendung von Umwelt-DNA (eDNA) als Methode zur Biodiversitätserfassung in aquatischen Lebensräumen.
Seine Untersuchungen helfen, das Verständnis darüber zu verbessern, wie Arten sich räumlich und zeitlich verteilen und wie menschliche Einflüsse Ökosysteme verändern. Dazu kombiniert er experimentelle Arbeiten, Feldstudien und theoretische Modellierungen. Seine wissenschaftlichen Arbeiten wurden in internationalen Fachzeitschriften publiziert.

## Lehre
Altermatt ist in der akademischen Lehre an der Universität Zürich aktiv. Er unterrichtet unter anderem die Kurse Biodiversität und Lebensräume der Schweiz, Aquatische Ökologie sowie Biodiversitätserfassung und ‑monitoring. Diese Veranstaltungen verbinden theoretische Inhalte mit praktischen Anwendungen, darunter Feldforschung und experimentelle Methoden.

## Wissenschaftskommunikation und Engagement
Neben seiner Forschung engagiert sich Altermatt in der Wissenschaftskommunikation und Politikberatung. Von 2019 bis 2024 war er Präsident des Forums Biodiversität der SCNAT, wo er sich für den Dialog zwischen Wissenschaft, Politik und Gesellschaft einsetzte. In dieser Rolle berät er politische Entscheidungsträger zu Biodiversität und Ökosystemdienstleistungen.

## Publikationen und Mitgliedschaften
Florian Altermatt hat zahlreiche wissenschaftliche Artikel in internationalen Fachjournalen veröffentlicht. Zudem ist er in verschiedenen akademischen Netzwerken und Gremien aktiv, darunter als Herausgeber wissenschaftlicher Zeitschriften und als Mitglied in internationalen Forschungsgruppen.